# Christine Ostermayer
Christine Ostermayer (Vienna, 15 dicembre 1936) è un'attrice austriaca, attiva principalmente in campo teatrale e televisivo.

## Biografia

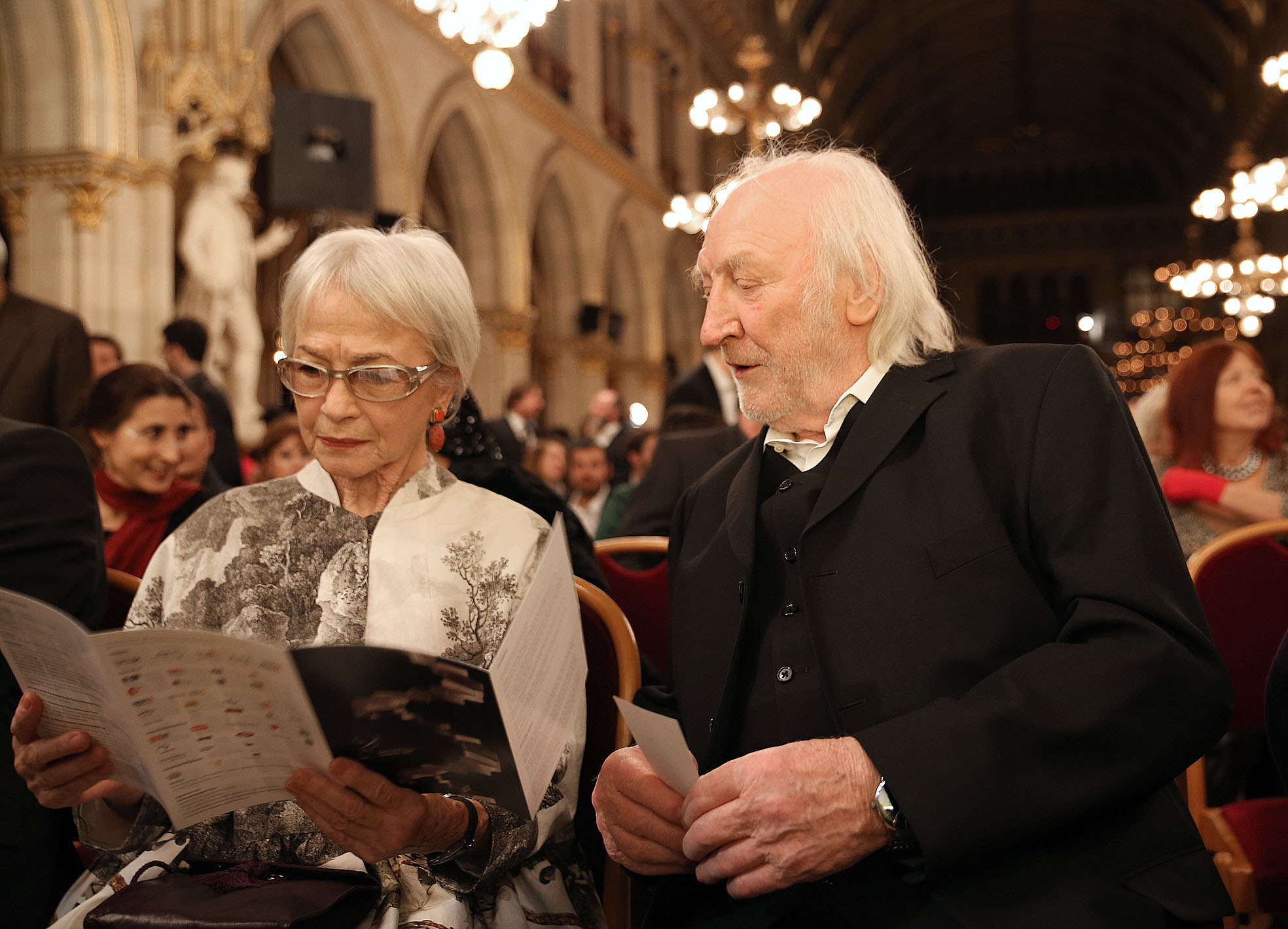
Christine Ostermayer assieme a Karl Merkatz all'Österreichische Filmpreis del 2013

Tra grande e - soprattutto - piccolo schermo, ha partecipato ad oltre una quarantina di differenti produzioni, lavorando soprattutto in vari film TV o in adattamenti televisivi di opere teatrali, a partire dagli anni sessanta. Tra i suoi ruoli principali, figurano, tra l'altro, quello di Sigrid Heine-Hohdorf nella serie televisiva Alle meine Töchter (1995-2001), quello di nella serie televisiva Der Winzerkönig (2006-2010) ), quello di Rosa nel film Anfang 80, ecc.
A teatro ha calcato le scene nei teatri di Monaco di Baviera e Wuppertal, recitando in opere di Shakespeare, Goethe, Henrik Ibsen, Bertolt Brecht, Arthur Schnitzler, ecc. e lavorando con registi quali Ingmar Bergman.

## Filmografia parziale

### Cinema
- Madame Bäurin, regia di Franz Xaver Bogner (1993)
- Anfang 80, regia di Gerhard Ertl e Sabine Hiebler (2011)
- Nebenwege, regia di Michael Ammann (2014)
- Renate, regia di Lukas Baier - cortometraggio (2014)
- Liebe möglicherweise, regia di Michael Kreihsl (2016)
- Ein bisschen bleiben wir noch, regia di Arash T. Riahi (2020)

### Televisione
- Die schwarze Sonne - film TV (1968)
- Prüfung eines Lehrers - film TV (1968)
- Der Kommissar - serie TV, 1 episodio (1971)
- Der Sieger von Tambo - film TV (1973)
- Tatort - serie TV, 2 episodio (1974-1989) - ruoli vari
- Als wär's ein Stück von mir - film TV (1976)
- Gestern bei Müllers - serie TV, 1 episodio (1983)
- L'ispettore Derrick - serie TV, ep. 10x03, regia di Jürgen Goslar (1983)
- L'ispettore Derrick - serie TV, ep. 13x01, regia di Jürgen Goslar (1986)
- Un dottore tra le nuvole - serie TV, 1 episodio (1993)
- Alle meine Töchter - serie TV, 20 episodi (1995-2001)
- Wie eine schwarze Möwe - film TV (1998)
- Späte Gegend - film TV (1998)
- Café Meineid - serie TV, 2 episodi (1998-2002) - ruoli vari
- Der Bulle von Tölz - serie TV, 1 episodio (2003)
- München 7 - serie TV, 1 episodio (2004)
- Der Winzerkönig - serie TV, 39 episodi (2006-2010)
- Der Kaiser von Schexing - serie TV, 2 episodi (2008)
- Und ewig schweigen die Männer - film TV (2008)
- Pfarrer Braun - serie TV, 1 episodio (2009)
- Seine Mutter und ich - film TV (2010)
- Franzi - serie TV, 1 episodio (2011)
- Schnell ermittelt - serie TV, 1 episodio (2013)
- Göttliche Funken - film TV (2014)

## Teatro (lista parziale)
- Baumeister Solneß (1966)
- Ein Duft von Blumen, regia di Hans Lietzau (1965)[1]
- Urfaust, regia di Helmut Henrichs (1972)[1]
- Der Widerspenstigen Zähmung (1971)
- Die Dreigroschenoper (1974)[1]
- Komtesse Mizzi (1975)
- Nach Damaskus, regia di Erwin Axer (1983)[1]

## Premi e riconoscimenti
- 1975: Kainz-Medaille[1]
- 1999: Nestroy-Ring[1]